# 张尚𬸦
张尚𬸦（1925年—2006年1月31日），四川犍为人，中国当代行政法学家、刑法学家。他是中国行政法学的开拓者之一。

## 生平
张尚𬸦于抗日战争期间曾就读于国立西南联合大学法律系。抗战结束后进入北京大学法科研究所攻读研究生，师从著名刑法学家蔡枢衡。期间曾任北京大学研究生会主席、北平市研究生联合会主席。中华人民共和国成立后，任职于中央人民政府法制委员会，曾参加过从多法律法规的起草审议工作。后任法律出版社编辑室主任、刑法室主任、编委等职。1961年法律出版社撤销后开始从事理论宣传工作，历任《法学研究》副主编、主编。1984年转任中国法学会编辑部主任，负责创办《中国法学》，并出任《中国法学》杂志社社长、总编辑。此外他还曾任中国法学会常务理事、中国法学会行政法学研究会总干事、中国行政管理学会常务理事、中国国际法学会理事、北京市人大常委会民主与法制建设顾问、中国政法大学研究生院行政法导师组组长，以及北京大学、中国人民大学、公安大学、外交学院等校客座教授。2006年1月31日在北京逝世，终年81岁。